# Le Château Montplaisir

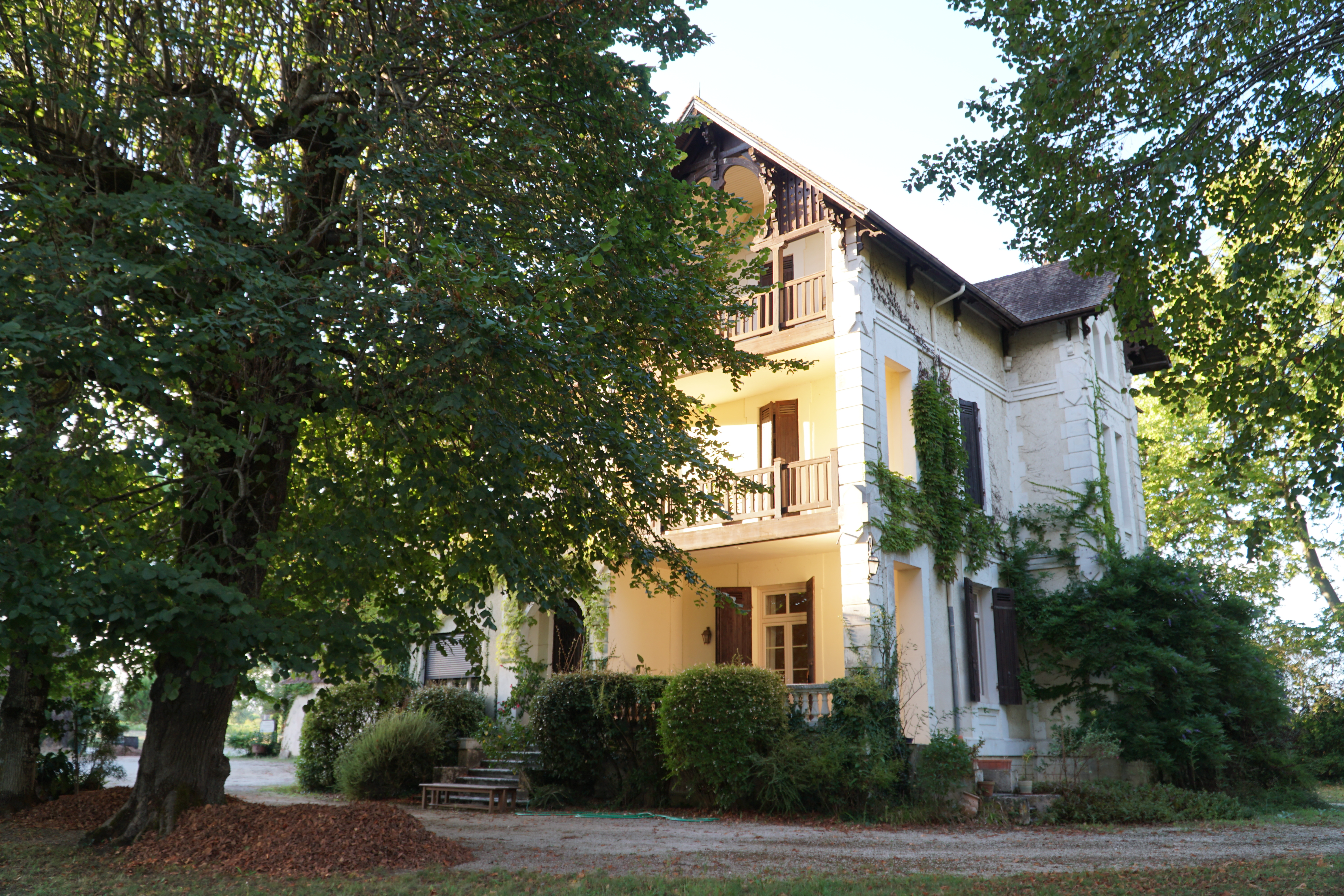

Le Château Montplaisir is een landgoed met een wijngaard van 5,5 hectares nabij Bergerac, Frankrijk. Het landgoed is in 1917 door de familie Collet gebouwd. Le Château Montplaisir produceerde toen vooral Bergerac sec en moelleux en kende zijn hoogtepunt in de jaren vijftig. De laatste telg van de familie Collet stierf kinderloos in 1975.
Het eigendom ging op 6 juni 1978 via het hoogste bod naar Marie-Franç Jean, dochter van een wijnboer in Saint-Emilion, en Jean-Louis Blanc, zoon van een Charentaise wijnbouwer. Hun zoon en wijnmaker Charles Blanc nam Le Château Montplaisir in 2001 over.
Het Château Montplaisir produceert naast droge witte wijnen en rode wijnen ook de Rosette.
Le vin Château Montplaisir “Fruit” 2014 (Appellation Bergerac Rouge) won de Médaille D’Or van de Concours De Bordeaux Vins D’Aquitaine 2015.
Elk jaar, sinds 2017, vindt op het terrein van Le Château Montplaisir het La Claque Festival plaats.